# Цигански барон (антипартизанска операция)
„Цигански барон“ е наказателна антипартизанска операция на Вермахта на Източния фронт през Втората световна война. Тя се провежда от 16 май до 6 юни 1943 г. с цел отслабване на партизанското движение в Брянските гори като част от подготовката за германската настъпателна операция „Цитадела“.

## Първоначални условия и цели на операцията
След окупацията на Брянска област от германските сили там се формира силно партизанско движение, което има за цел да наруши германските доставки за фронта. През 1942 г. диверсионната му дейност достига своя връх. Тя се състои в атаки срещу инфраструктура, но и срещу представители на антисъветски сили, като например Константин Воскобойников. Според щаба на Брянския фронт към 1 октомври 1942 г. съветските партизани извеждат от строя средно по 8 – 10 локомотива и 150 – 200 вагона на месец. Само в периода септември – декември 1942 г. са дерайлирани 226 влака.
Германското ръководство реагира на тази ситуация с Директива № 46 на Фюрера, „Инструкции за борба с бандитизма на Изток“, с която нарежда на германските сили за сигурност да унищожат напълно бандите (партизаните). Директивата предоставя имунитет от съдебно преследване на всеки член на въоръжените сили за всякакви действия, извършени по време на операции срещу бандитизма (Bandenbekämpfung).
Предстоящата операция „Цитадела“ трябва да осигури безпроблемното снабдяване на войските на фронта, за което е необходимо да се овладеят снабдителните пътища и да се ограничат оперативните възможности на партизанските групи. Операцията е проведена от охранителни части на група армии „Център“, подсилени от изтеглени от фронта части, както и формирования от източни доброволци.
Съветските партизански сили обезопасяват района с укрепления, бункери и землянки, артилерийски позиции, картечни гнезда, окопи за гранатомети и стрелци, свързани с проходи. В посока на най-вероятното вражеско присъствие са изкопани отделни окопи, предназначени за 7 – 10 души, с внимателно замаскирани подземни комуникационни коридори.

## Разгърнати сили

### Германски окупационни сили и колаборационни части
Общо 50 000 души са участвали от немска страна. По краищата на партизанския район са подготвени арести, за да се елиминират партизаните, прогонени от горите.
Антипартизански сили:
- 4-та танкова дивизия (унищожена през 1945 г. на Куршската коса),
- 18-та танкова дивизия (унищожена в битката при Курск през август-септември 1943 г. , възстановена и унищожена близо до Киев през ноември 1943 г.),
- 10-та моторизирана дивизия (унищожена в Яш-Кишиневската операция през 1944 г., преформирана и унищожена във Висло-Одерската операция през 1945 г.),
- 7-ма пехотна дивизия (капитулирала пред Червената армия в Полша през 1945 г.),
- 292-ра пехотна дивизия (унищожена през 1945 г. от Червената армия в Източна Прусия),
- 707-ма пехотна дивизия (подразделение, съставено от по-възрастни войници и унищожено от Червената армия в Беларус по време на операция „Багратион“).[1]

Имаше също части на унгарската армия, френски доброволци, специалния батальон „Десна“, Трубчевската кавалерийска дивизия, РОНА и 709-ти Източен полк със специално предназначение.

### Съветски сили
От съветска страна в района на операцията действат 12 бригади с общ брой около 10 хиляди души под командването на Обединените партизански бригади, водени от полковника от Държавна сигурност Дмитрий Васильевич Емлютин. Общо обаче в Брянските гори действат 60 000 партизани (31 партизански групи: 27 партизански бригади, партизански артилерийски полк, 3 формирования от украински партизани).

## Напредък на операцията
Операцията започва в нощта на 16 май 1943 г. и до 20 май 1943 г. германските сили са проникват дълбоко в територията, където са действат партизаните. В атаката участват и части на военновъздушните сили, извършвайки до 350 бойни нападения срещу партизански бази дневно.
Партизанските формирования бяха обкръжени и разделени едно от друго. Бригадите на Щорс (731 души), Кравцов (около 600 души), „Смърт на германските окупатори“ (около 1000 души) и 1-ва Ворошиловска (около 550 души) са хванати в капан в обкръжението. Главният щаб, начело с Дмитрий Василиевич Емлютин, също е хванат в капан, губейки контрол над командването.
На 21 май 1943 г. германците възобновяват операциите по железопътната линия в района, като по този начин преместват дивизии на фронта. Партизаните се защитават в обкръжението в продължение на 10 дни между 20 и 29 май 1943 г. срещу германските сили, подкрепени от военновъздушните сили. Кампанията срещу партизаните включва и хвърляне на листовки, призоваващи за предаване или дезертьорство. Общо са хвърлени над един милион листовки.
На 29 май 1943 г. партизаните изчерпват боеприпасите си, а освен това има недостиг на храна. През нощта съветските военновъздушни сили доставят храна, боеприпаси, взривни вещества и друго необходимо оборудване на обкръжените бригади. Това включва доставката на 14 тона брашно, 13 000 консерви, гранати, мини и други. Съветските бойни военновъздушни сили се опитват да разстроят вражеските части, като ги бомбардират. Боевете се водят близо до селата:
- Алтухово (Брянска област)
- Глинное (Гордеевски район)
- Красная Слобода
- Кокоревка
- Острий лук
- Суземка

Докладът на съветската служба за сигурност посочва следното за хода на боевете:
| „ | Всички партизански бригади понесоха тежки загуби, двама командири на бригади и много командири на отряди бяха убити, голям брой партизани бяха пленени от врага. Част от партизаните от една от бригадите се присъединиха към полицията. Положението е изключително тежко, броят на въоръжените хора в бригадите и отрядите е намалял и е избухнал глад. Врагът блокира партизаните. Полицейска бригада на началника на Локотския район Камински е изпратена в гората за борба с партизаните. | “ |

— Специален доклад на 1-ви отдел на 4-то главно управление на НКГБ на СССР до комисаря на държавна сигурност Б. З. Кобулов. На 30 май 1943 г., предвид създалата се ситуация, съветското командване решава да промени тактиката. На партизанските отряди е наредено да се разпръснат на малки групи, които да се опитат да пробият германските части. След пробив на обкръжението, вражеските части трябва да атакуват от засадата и да им попречат да се закрепят в горите.
На 31 май 1943 г. германските сили превземат партизанското летище близо до село Смелих и изтласкват съветските партизани към река Десна. Територията, контролирана от партизаните, е намалена до 6 квадратни километра. Емлютин е освободен от поста си на главнокомандващ. Командването е поето от Анатолий Петрович Горшков, служител на държавна сигурност, който възстановява командването и контрола над партизанските бригади.
Новото командване реши да съсредоточи силите си и заедно да пробие казана. Според плана ударната група се състоеше от бригадите „За власт“ и 1-ва Ворошиловска бригада, въоръжени със 70 картечници и 250 автоматични оръжия. Бригадата „За съветска власт“ прикрива тила. Избраното място за пробива е район с ширина 200 – 300 метра по линията на съприкосновение на двете антипартизански дивизии.
В нощта на 2 юли 1943 г. започва опит за пробив през германските линии. По време на ожесточени боеве част от партизаните успяват да се измъкнат от обкръжението. Командирът на бригада „За Отечеството“ Ткаченко е убит в битка. В следващите дни партизаните се преместват в нови райони и се опитват да възобновят дейността си.
На 6 юли 1943 г. интензивността на боевете започва да намалява, на 10 юли 1943 г. боевете почти престават и операцията е прекратена.

## Резултати от операцията
Партизаните успяват да избягат от обкръжението, макар и със значителни загуби. При това те убиват, раняват и пленяват 3852 души. 888 войници от източните доброволчески батальони и спомагателната полиция преминават на страната на партизаните.
По време на операцията са убити 1584 партизани, ранени са 2000, пленени са 1568 и 869 партизани преминават на германска страна. Освен това са унищожени 207 партизански бази, 2930 землянки и огневи позиции, заловени са 21 тежки оръдия, 3 танка, 60 000 патрона, 5000 ръчни гранати, десетки картечници и стотици стрелкови оръжия. Германските войски убиват повече хора, отколкото залавят оръжия. От това може да се заключи, че много от убитите са незаинтересовани цивилни. От бойната зона са евакуирани 15 812 души, от които 2400 са арестувани като бандити.
На 8 юли 1943 г. оперативният щаб на Вермахта обобщава предварителните резултати от усилията за „почистване“ на окупираните съветски райони, заявявайки, че не е необходимо да се увеличава броят на мъжете в антипартизанските части, тъй като умиротворяването на източните райони не може да бъде осигурено по военен път. Следователно, германската армия трябва да се концентрира само върху осигуряването на условия за провеждане на бойни действия. В резултат на този опит германските войници преминават към тактика на изтощение, блокиране на бази и прекъсване на доставките на храна. В обобщение, дори след понесения удар, съветските партизански групи продължават да се борят. Между 7 юли и 10 август 1943 г., т.е. след края на операцията, партизани в района дерайлират 123 германски влака.
На 17 септември 1943 г. Червената армия освобождава град Брянск.